# Ukrsibbank
UKRSIBBANK BNP Paribas Group (повна назва — «УКРСИББАНК БНП Паріба Груп») — банк, заснований 1990 року, входить до десятки найбільших банків України. 1 січня 2024 року активи банку становили 142,5 млрд грн. Банк обслуговує близько 1,9 млн клієнтів, 165 тис. компаній СМБ та 2,2 тис. великих корпоративних компаній. Мережа банку нараховує більше 200 відділень та 700 банкоматів.
60% акцій банку належать французькій фінансовій групі BNP Paribas, решта 40% — ЄБРР. Головний офіс розташовано в Києві.

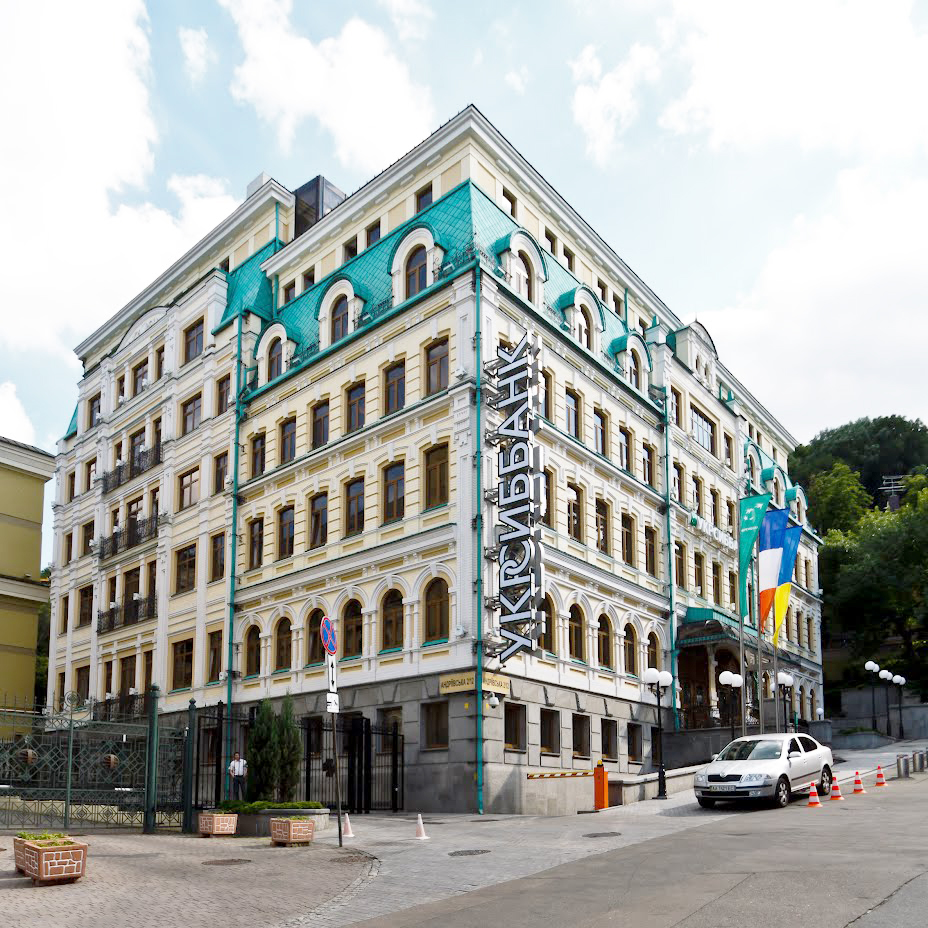
Головний офіс UKRSIBBANK у Києві (2018)

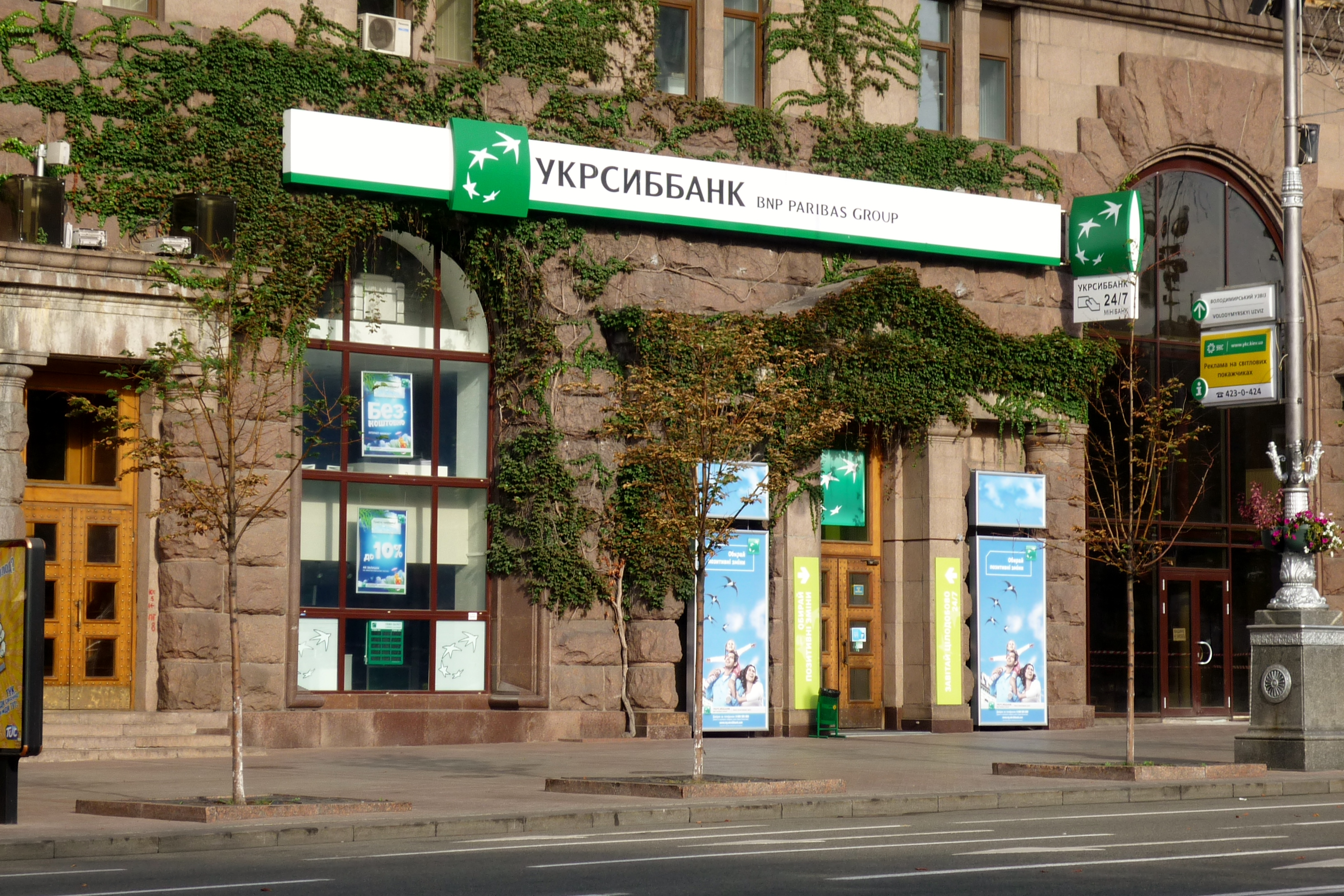
Відділення UKRSIBBANK у Києві на Хрещатику (2011)

## Історія
1990 – реєстрація банку «Харківінкомбанк» в Державному банку СРСР.
1991 – акціонування банку, перейменування на АКБ «Харківінкомбанк». З прийняттям у 1991 році Закону Української РСР «Про банки та банківську діяльність», реєстрація банку в Національному банку України.
1992 – вступ до Українсько-Сибірської корпорації (банкрут з 2009). Перейменування АКІБ «Харківінкомбанк» в АКІБ «УкрСиббанк». Отримання ліцензії НБУ на здійснення операцій з валютними цінностями.
Відкриття першого кореспондентського рахунку в іноземній валюті в банку «Скальбер Дюпон» (Лілль, Франція).
Початок роботи банку з фізичними особами.
1994 рік – Впровадження автоматизованої банківської системи «Клієнт-банк».
Вступ до Асоціації українських банків.
Укладення агентського договору з компанією American Express на продаж дорожніх чеків.
1995 рік – Вступ банку в співтовариство S.W.I.F.T.
Отримання дозволу Міністерства фінансів України на здійснення діяльності з випуску та обліку цінних паперів.
1996 рік – Відкриття філій банку в Черкасах, Сєверодонецьку, Житомирі.
Впровадження в банку системи REUTERS.
Отримання ліцензії на операції на міжнародних валютних ринках.
1997 рік – Відкриття філії в Києві.
Початок співпраці з міжнародною аудиторською компанією «Price Waterhouse Coopers», здійснення першої міжнародної аудиторської перевірки банку.
Початок роботи банку як дистриб'ютора кредитних карток American Express.
1998 рік – Вступ банку до Позабіржової фондової торгової системи (Фондова біржа ПФТС).
Отримання дозволу Держкомісії з цінних паперів і фондового ринку на ведення реєстру власників іменних цінних паперів та право депозитарної діяльності. Початок здійснення касового обслуговування місцевих бюджетів.
1999 рік – Відкриття філій банку в Полтаві, Севастополі, Одесі, Кривому Розі, відділення в Дніпродзержинську. Вступ до Харківського банківського союзу.
Передача банку в управління державних контрольних пакетів акцій ВАТ «Північний гірничо-збагачувальний комбінат» (Кривий Ріг) і ВАТ «Дніпровський металургійний комбінат» (Дніпродзержинськ).
2000 рік – Відкриття філій банку в Миколаєві, Дніпрі, Донецьку, Маріуполі та генерального представництва банку в Києві. Участь банку в придбанні 30% пакету акцій ВАТ «Миколаївський глиноземний завод». Вступ банку в платіжну систему EuroPay. Початок роботи банку в системі Western Union. З 2000р. банк стабільно утримує позиції лідера на ринку інвестицій, неодноразово отримуючи титул найкращого інвестиційного банку країни.
2003 рік – Укрсиббанк перетворюється на національного лідера, упевнено входячи до десятки провідних банків України.
2006 рік – Стратегічним інвестором Укрсиббанку з часткою 51% стала одна з найбільших у світі фінансових груп BNP Paribas.
2009 рік – Частка була збільшена до 81,42%, а у 2010 до 99,99%.
2011 рік – Завершення процедури придбання 15% акцій Укрсиббанку Європейським банком реконструкції та розвитку (ЄБРР), таким чином, частка BNP Paribas склала 84,99%. Інтеграція до групи компаній BNP Paribas відкрила Укрсиббанку нові можливості: причетність до світового бренду, використання прогресивного світового досвіду, перехід на нові стандарти менеджменту. Якісне зростання супроводжує розвиток банку в усіх сегментах.
2016 рік – ЄБРР викупив 25% акцій банку в BNP Paribas, таким чином частка BNP Paribas у власності Укрсиббанку зменшилася до 59,99% а ЄБРР збільшилася до 40%.
2018 рік – BNP Paribas викупив у міноритаріїв акції Укрсиббанку, збільшивши частку до 60%.
Банк №1 в Україні за кількістю реалізованих проектів програми енергоефективності IQ energy за даними ЄБРР
2019 рік – Банк №2 серед найнадійніших банків України за версією інвестиційної компанії «Dragon Capital», яка щороку складає рейтинг надійності банків (ТОР-20) для популярного видання «НВ»
2021 рік – Рейтингове агентство «Експерт-рейтинг» підтвердило довгостроковий кредитний рейтинг Укрсиббанку на рівні uaААА за національною українською шкалою, що означає найвищий рівень кредитоспроможності
2023 рік – №1 в рейтингу надійності «Життездатності банків 2023. Битва за виживання» від бізнес-видання Mind.ua
2023 рік – ТОП 25 роботодавців серед нетехнічних компаній у щорічному рейтингу STUD-POINT 
2023 рік – ТОП 3 рейтингу фінансової надійності банків за 4 квартал 2022 від аналітичної системи «YouControl» 
2023 рік – №1 в рейтингу стійкості банків за підсумками 4 квартал 2022 року за версією інтернет видання «Мінфін»
2023 рік – Програма винагород банку «Екстра Більше»  – ТОР-3 «Найкраща програма лояльності» за підсумками щорічної премії FinAwards 2023 
2023 рік – №1 «Стійкий банк» за підсумками щорічної премії FinAwards 2023 
2023 рік – №1 у рейтингу стійкості банків України за версією українського медіа NV та інвестиційної компанії Dragon Capital
2023 рік – «ЕКСПЕРТ-РЕЙТИНГ» підтвердив довгостроковий рейтинг UKRSIBBANK на рівні uaAAA
2023 рік – UKRSIBBANK увійшов до рейтингу ТОП 50 найкращих роботодавців воєнного часу Forbes Ukraine

## Склад наглядової ради[13]
- Франсуа Бенароя, Голова Наглядової Ради
- Маріуш Варич, Член Наглядової Ради
- Венсан Мец, Член Наглядової Ради
- Люк Дельво, Член Наглядової Ради
- Бертран Барр'є, Член Наглядової Ради
- Зульфіра Ахмедова, Член Наглядової Ради
- П’єр М’єтковскі, Член Наглядової Ради
- Дмитро Шоломко, Член Наглядової Ради
- Войчєх Марія Сасс, Член Наглядової Ради

## Правління[13]
- Лоран Філіп Ніколя Шарль Дюпуш, Голова Правління
- Андрій Кашперук, Заступник Голови Правління з питань роздрібного бізнесу
- Громко Антон Сергійович, Заступник Голови Правління, начальник департаменту фінансів
- Сергій Загорулько, Заступник Голови Правління, директор з питань інформаційних технологій
- Юлія Кадуліна, Заступник Голови Правління, директор з питань споживчого кредитування
- Дмитро Цапенко, Заступник Голови Правління, начальник департаменту корпоративного бізнесу
- Олена Полянчук, Заступник Голови Правління, начальник юридичного департаменту

## Участь в організаціях
- Принциповий член MasterCard International
- Міжнародне об'єднання банкоматів (Global ATM Alliance)
- Принциповий член Visa International
- Українська міжбанківська валютна біржа (УМВБ)
- ВАТ «Міжрегіональний фондовий союз» (МФС)
- Київський банківський союз (КБС)
- Перша фондова торговельна система (ПФТС)
- Харківський банківський союз (ХБС)
- SWIFT (платіжна система)
- REUTERS
- Фонд гарантування вкладів фізичних осіб
- Асоціація платників податків України.

## Структура власництва
Станом на 2 лютого 2016 року структура власності є наступною:
| Власник Акцій                               | Відсоток власності |
| ------------------------------------------- | ------------------ |
| BNP Paribas Group                           | 60 %               |
| Європейський банк реконструкції та розвитку | 40 %               |